# Manuel Johnson
Manuel "Manny" Johnson, född 14 oktober 1986 i Gilmer i Texas, är en amerikansk utövare av amerikansk fotboll (wide receiver) som representerade Dallas Cowboys i NFL efter en framgångsrik tid inom collegefotbollen. Johnson spelade collegefotboll för Oklahoma Sooners och han draftades 2009 av Dallas Cowboys i sjunde omgången. I slutet av sin sista säsong inom collegefotbollen spelade Johnson för Sooners i BCS-mästerskapsmatchen som laget förlorade mot Florida Gators. Under den första säsongen med Dallas Cowboys fick Johnson inte speltid men år 2010 fick han debutera i NFL.